# 张晓楼
张晓楼（1914年—1990年9月14日），直隶（今河北）正定人，中华人民共和国眼科医学专家，原北京同仁医院副院长，在沙眼衣原体领域作出了很大贡献。张晓楼逝世后其眼球角膜被捐献给两位盲眼患者，是中国第一个完成了捐献眼角膜遗愿的志愿者。

## 生平
1914年出生，1940年毕业于协和医学院，获医学博士学位。
1946年后，历任北京同仁医院主治医师、眼科主任、副院长，北京协和医学院、北京第二医学院教授，北京市眼科研究所副所长、所长、研究员，中华医学会眼科学会第一、二届主任委员，中华医学会第十八届常务理事，卫生部医学科学委员会常委，世界卫生组织防盲咨询组成员。
1956年，张晓楼在自己眼中接种沙眼病原体，并与汤飞凡合作分离出沙眼衣原体，引起世界医学界关注。1961年加入中国共产党。1981年，国际沙眼防治组织在巴黎授予张、汤二人“国际沙眼金质奖章”。1986年8月，何琏致信国际眼科防治组织，要求还汤飞凡一个公道。4个月后，她收到回信，信中说“沙眼金质奖章”是授予汤飞凡的，他们会补发奖章，上面只刻一个名字——汤飞凡。至此，一出医学丑闻落下帷幕。
1990年6月12日，北京同仁眼库成立，张晓楼第一个签名表示身后愿捐献角膜；同年9月14日去世。北京市顺义化肥厂工人张成如、义利食品厂工人曲国华于同年9月15日接受了张的角膜捐献。